# دي جي هيدين
دي جي هيدين (Dj Hidden) هو دي جي ومنتج هولندي مختص بموسيقى الرقص الإلكترونية.

## روابط خارجية
- دي جي هيدين على موقع ميوزك برينز (الإنجليزية)
- دي جي هيدين على موقع ديسكوغز (الإنجليزية)